# Franz Elbern
Franz Elbern (Liegi, 1º novembre 1910 – Küdinghoven, 23 febbraio 2002) è stato un calciatore tedesco, di ruolo attaccante.